# 嶋崎伸夫
嶋崎 伸夫（しまざき のぶお、1952年6月14日 - ）は、日本の男性俳優、声優。高知県生まれ、大阪府出身。身長172cm。体重82kg。

## 来歴
桃山学院大学社会学部卒、青年座研究所1期卒。1976年4月1日に劇団青年座に入団。

## 人物
趣味は読書、ドライブ、映画鑑賞。

## 出演（俳優）

### テレビドラマ
- NHK大河ドラマ
  - 花神（1977年）
  - 草燃える（1979年）
  - おんな太閤記（1981年） - 伝令
  - 八代将軍吉宗（1995年） - 水野彌次太夫
  - 葵 徳川三代（2000年） - 内藤清次
  - 武蔵 MUSASHI（2003年）
  - 功名が辻（2006年） - 生駒親正
- 赤い糸の女 - 仲人
- 雨よりも優しく - 中年男
- 川、いつか海へ
- 北の国から
- 車イスで僕は空を飛ぶ
- 匿名探偵 - 金丸市蔵
- 西田敏行の泣いてたまるか 最終話「大当たり・これっきり」
- 西村京太郎トラベルミステリー - 原田京介
- 二千年の恋
- ニュードキュメンタリードラマ昭和 松本清張事件にせまる 第1回「昭和20年8月15日 終戦日の荷風と潤一郎」
- はね駒 第55話（1986年、NHK連続テレビ小説） - 将校
- アリエスの乙女たち 第8話「男の決着」（1987年、CX / 大映テレビ）
- はぐれ刑事純情派（ANB / 東映）
  - 第1シリーズ 第15話「死体と寝ていた女」（1988年）
  - 第12シリーズ 第7話「結婚3日前の殺意!?愛を破棄された女!」（1999年） - 村木茂雄
  - 第14シリーズ 第19話「ひまわりが見た母の殺意!無銭飲食の女」（2001年） - 塚越
- ひまわり〜夏目雅子27年の生涯と母の愛〜 - 都鮨の主人
- 松本清張シリーズ・天才画の女（1980年、NHK） - 記者
- 世直し順庵!人情剣 - 太兵衛
- はみだし刑事情熱系 第15話「死体と寝ていた女」（1996年、ANB / 東映） - パチンコ店店長
- 火曜サスペンス劇場
  - 弁護士・高林鮎子第26作「雲仙長崎旅路の果て・死にゆく妻のために夫が計画したある工作」（2000年4月11日） - ラーメン屋の主人
  - 街の医者・神山治郎第1作「輸血ミス」（2001年2月13日） - 週刊ニッポン記者・白井 役
  - 監察医・室生亜季子
- 月曜ゴールデン（TBS）
  - 女タクシードライバーの事件日誌・1「殺意の交差点」（2003年） - タクシーの乗客
  - ヤメ判 新堂謙介 殺しの事件簿・3（2014年5月26日）
  - 特別企画 松本清張サスペンス 影の地帯（2015年7月26日）
- 木曜ミステリー 京都地検の女 第7シリーズ 第1話（2011年7月7日、EX） - 春川三喜男
- 妖怪人間ベム 第3話（2011年10月22日、NTV） - 工場作業員
- 相棒（EX）
  - season9 元日スペシャル「聖戦」（2011年1月1日） - 西通運送・江本
  - season20 第17話「米沢守再びの事件」（2022年3月2日） - 「星川鐵道を復活させる会」の会員
- 高校生レストラン 第5話「遠足VSコース料理」（2011年5月7日、NTV） - 視察団
- ドクターX〜外科医・大門未知子〜 第4話「私にとって手術は、プライスレスのライフワークです」（2012年、EX） - 患者
- 土曜ワイド劇場 終着駅シリーズ・殺意の奔流（2012年10月27日、EX）
- ダブルス〜二人の刑事 第3話（2013年、EX） - 関口実
- 金曜プレステージ 銭女（2014年4月11日、CX）
- 水曜ミステリー9 旅行作家・茶屋次郎・12「大井川殺人事件」（2014年9月17日、TX）
- 金田一耕助VS明智小五郎ふたたび（2014年9月29日、CX）
- 箱庭おじさん（2015年、Eテレ・ジャッジ）
- 金曜プレミアム 潔癖クンの殺人ファイル・2（2015年6月19日、CX） - 商店街の会長
- LOVEマシーン（2017年3月26日、NHK-BS）
- 月曜名作劇場 西村京太郎サスペンス 新・十津川警部シリーズ・6「日光・恋と裏切りの鬼怒川」（2018年9月10日、TBS） - 有力者
- モンローが死んだ日 第1回「光をくれた医師」（2019年1月6日、NHK-BS）
- 連続ドラマW トップリーグ 第3話（2019年、WOWOW）
- 私は代行屋!事件推理請負人・5（2020年3月22日、ABC） - 平野
- 金曜ドラマ 俺の家の話 第2話「後継者決定の舞い! 魔性ヘルパーの正体」（2021年、TBS）
- 女系家族（2021年12月4日、EX）

### 映画
- アウシュビッツ 愛の奇跡 コルベ神父の生涯（1981年） - ゼベリノ修道士
- まあだだよ（1993年、東宝）
- 三文役者（2000年、近代映画協会） - 肉屋のオヤジ
- 突入せよ!あさま山荘事件（2002年、東映） - 長野県警機動隊員
- ゲロッパ!（2003年、シネカノン）
- 釣りバカ日誌18 ハマちゃんスーさん瀬戸の約束（2007年、松竹）
- 仮面ライダーアマゾンズ THE MOVIE 最後ノ審判（2018年、東映） - 佐古島晋作
- 梅切らぬバカ（2021年、ハピネットファントム・スタジオ）
- 春画先生（2023年、ハピネットファントム・スタジオ）

### 特撮
- 勝手に!カミタマン
- 仮面ライダークウガ - 被害者の父
- ウルトラマンコスモス 第46話「奇跡の花」（2001年、MBS） - 村人
- 王様戦隊キングオージャー第20回（2023年7月16日、テレビ朝日） - 司祭[3]

### オリジナルビデオ
- 猿岩石のサル・パック・ツアー＆…愛と笑いの珍道中（1997年）

### 舞台
- あおげばとうとし（竹井新二）
- アニー
- アマデウス
- 越路吹雪物語
- COLORS II
- 評決（中西（陪審員）撮影所所長）
- ブンナよ、木からおりてこい
- ヒューマン・ダイナモ〜人間発動機、野口英世
- フットルース
- MIKOSHI

## 出演（声優）

### テレビアニメ
- 名探偵コナン（2000年、長塚克明、大竹一郎）
- あたしンち（2004年、刑事）
- サムライフラメンコ（2013年、官房長官）
- 白銀の意思 アルジェヴォルン（2014年、ツァン・タオズ）

### OVA
- 銀河英雄伝説（1992年、アルフレット・グリルパルツァー〈初代〉）

### 吹き替え

#### 映画
- アイ・ラブ・ルーシー（フレッド・マーツ〈ウィリアム・フローレイ〉）※DVD版
- インファナル・アフェア 無間序曲（コッワ）※ソフト版
- エントラップメント ※テレビ東京版
- ウィズネイルと僕（モンティ〈リチャード・グリフィス〉）
- ザ・ウォンテッド（タカムラ〈トマス・ラーゲット〉）
- ニュースの天才
- バックドラフト（シュミット〈ジャック・マクギー〉）※テレビ朝日版
- ヒトラー 〜最期の12日間〜（ヴィルヘルム・ブルクドルフ陸軍大将〈ユストゥス・フォン・ドホナーニ〉）
- ミリオンダラー・ベイビー ※テレビ東京版
- リーグ・オブ・レジェンド/時空を超えた戦い

#### ドラマ
- ER緊急救命室
  - シーズンⅩ - ⅩⅠ（ギレルモ・ロペス〈ダニー・モーラ〉）
  - シーズンⅩⅡ #4（ゴーダン〈チャド・エインビンダー〉）
  - シーズンⅩⅣ #7（ケン〈ピート・アンダーソン〉）
- クリミナル・マインド FBI行動分析課 シーズン2（ドン） #4
- 草ぶきの学校
- ザ・ホワイトハウス4（ラルフ〈ジョン・アピチェラ〉）
- CSI:マイアミ6 #12（ジェレミー・ブロイルズ〈リッキー・ハリス〉）
- バビロン5（マルカブ人大使〈キム・ストラウス〉）
- ブルーブラッド 〜NYPD家族の絆〜
- 名探偵モンク4 #3
  - 名探偵モンク7（ギルディ）#5

### ラジオドラマ
- NHK-FM ふたりの部屋「娘と私の時間」（1981年）
- NHK-FM 青春アドベンチャー
  - 「砂漠の歌姫」（2011年）
  - 「紅いハンカチ」（2013年）
- NHK-FM FMシアター
  - 現代小説シリーズ「原生林に降る雨」（1986年）
  - 「日中戦争のさなか、故郷への思いを歌に乗せた土佐の男たちがいた」（2013年）
- ラジオ図書館（1981年）
- TOKYO FM モグラたちの夢ゲリラ（1988年6月30日） - アズマ2